# Celifere
Celiferele (Caelifera) este un subordin de ortoptere diurne și fitofage, cu peste 11.000 de specii cunoscute, răspândite mai ales în stepele și savanele din regiunile calde ale globului. Unele  specii, în special lăcustele, provoacă daune colosale culturilor vegetale, pustiind totul pe unde trec. Au antene filiforme, mai scurte decât jumătatea corpului. Masculii au organe stridulante care produc sunete, mai ales în perioada de reproducere, prin frecarea femurelor picioarelor posterioare de marginea aripilor anterioare modificate (aceste aripi se numesc tegmine). Organele timpanale ("urechile") se găsesc pe laturile primului segment abdominal. Oviscaptul (ovipozitorul) este scurt și are valvele neunite. Ouăle sunt depuse sub formă de ooteci în sol. Majoritatea speciilor sunt solitare, unele gregare, printre care se numără lăcustele migratoare redutabile, prezente pe toate continentele, care umblă în stoluri uriașe, făcând nori pe unde trec zburând, lăsând sărăcie și foamete în urma lor, ca pe vremea vestitului Lăcustă-Vodă (1538). În 1880, în Caucaz, trenul nu a mai putut merge, roatele locomotivei învârtindu-se pe loc pe straturi imense și groase de lăcuste.
În România au fost găsite 88 de specii de celifere.

## Sistematica
- Infraordinul Acrididea

- Suprafamilia Acridoidea

- Familiile Acrididae - Dericorythidae - Lathiceridae - Lentulidae - Lithidiidae - Ommexechidae - Pamphagidae - Pamphagodidae - Pyrgacrididae - Romaleidae - Tristiridae

- Suprafamilia Eumastacoidea

- Familiile Chorotypidae - Episactidae - Eumastacidae - Euschmidtiidae - Mastacideidae - Morabidae - †Promastacidae - Proscopiidae - Thericleidae

- Suprafamilia †Locustopsoidea

- Familiile Araripelocustidae - Bouretidae - Eolocustopsidae - Locustavidae

- Suprafamilia Pneumoroidea

- Familia Pneumoridae

- Suprafamilia Pyrgomorphoidea

- Familia Pyrgomorphidae

- Suprafamilia Tanaoceroidea

- Familia Tanaoceridae

- Suprafamilia Trigonopterygoidea

- Familiile Trigonopterygidae - Xyronotidae

- Suprafamilia Tetrigoidea

- Familia Tetrigidae

- Infraordinul Tridactylidea

- Superfamilia Tridactyloidea

- Familiile Cylindrachetidae – Ripipterygidae – Tridactylidae

- Suprafamilia Regiatoidea

- Familia †Regiatidae

## Legături externe
- Materiale media legate de Celifere la Wikimedia Commons
- Tolweb: Caelifera Arhivat în 19 august 2018, la Wayback Machine.
- Orthoptera Species File: Caelifera (accessed 20 July 2017)
- Palaeobiology database: Caelifera Ander 1936 (accessed 20 June 2017)[nefuncțională]
- ITIS: Caelifera (accessed 20 June 2017)
- NCBI: Caelifera (accessed 20 June 2017)